# Hertugdømmet Sachsen-Meiningen
Sachsen-Meiningen var et hertugdømme og en forbundsstat i det Tyske Kejserrige beliggende i den nuværende tyske delstat Thüringen. Sachsen-Meiningen opstod i 1680 ved en arvedeling af Hertugdømmet Sachsen-Gotha og eksisterede frem til ophøret af monarkierne i Tyskland i 1918.
- Wikimedia Commons har flere filer relateret til Hertugdømmet Sachsen-Meiningen